# 갈매로
갈매로(Galmae-ro)는 세종특별자치시 금남면 용포리 대평교차로와 세종특별자치시 세종동 67-87을 잇는 도로이다. 이 도로는 세종특별자치시의 주간선도로로 지정되어있다.

## 연혁
- 2012년 9월 10일: 도로명으로 갈매로를 고시

## 주요 경유지
세종특별자치시
- 금남면 - 대평동 - 새롬동 - 도담동 - 해밀동 - 해밀동

## 주요 건물 및 시설
- 세종고속시외버스터미널 (세종특별자치시 갈매로 37-12)
- 나성초등학교 (세종특별자치시 갈매로 294)
- 나성중학교 (세종특별자치시 갈매로 298)
- 세종시지방자치회관 (세종특별자치시 갈매로 358)
- 한국예술종합학교 예술영재교육원 세종캠퍼스 (세종특별자치시 갈매로 387)
- 정부세종청사 15동(문화체육관광부) (세종특별자치시 갈매로 388)
- 정부세종청사 14-2동(교육부) (세종특별자치시 갈매로 408)
- 정부세종청사 4동(기획재정부) (세종특별자치시 갈매로 477)
- 양지중학교 (세종특별자치시 갈매로 512)
- 양지고등학교 (세종특별자치시 갈매로 518)